# Domestication de l'amandier

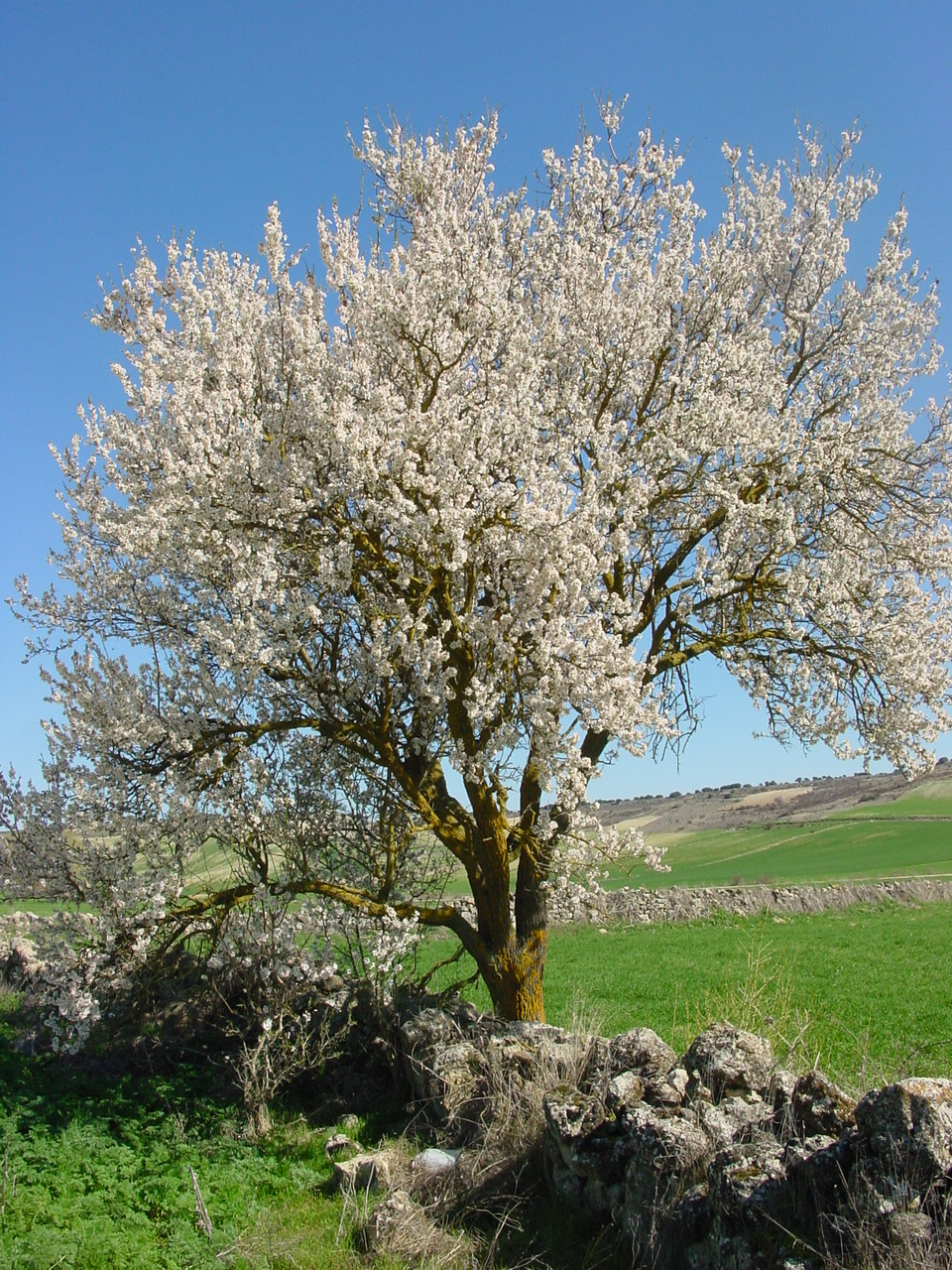
Amandier en fleur (Espagne)

La domestication des amandiers a été un long processus de sélection d’amandes douces prélevées dans des populations d’amandiers sauvages produisant des fruits amers mais ayant parfois des arbres produisant des fruits non amers. Le caractère doux de l’amande apparaît à la suite d’une mutation et l’amertume étant un trait récessif qui peut par la sélection être éliminé d’une population.
Les amandiers cultivés donnent des amandes douces quoique occasionnellement on trouve dans les vergers traditionnels des arbres à amandes amères. Au Maroc, chez les Bni Boufrah du Rif, les amandes amères sont maintenues ici et là dans les vergers (enquête de terrain de Delplancke, Aumeerruddy-Thomas, 2017). La raison invoquée est qu’elles protégeraient contre le vol, car le voleur d’amande n’a pas le temps de vérifier si les amandes sont douces ou amères. La présence d’amandes amères dans un lot d’amandes fait baisser considérablement son prix. L’huile d'amande amère peut être cependant utilisée pour les cheveux ou pour faire des savons et le lait d’amande amère sert en petite quantité pour combattre le diabète. Dans les terres éloignées des foyers, situées en hauteur, à la limite de la forêt, on trouve des amandiers qui ne sont pas entretenus par l’homme et qui n’ont pas de propriétaire. Ces zones plus sauvages sont associées à une plus grande fréquence d’amandes amères.
Autrefois dans cette région du Rif, le mode de multiplication des amandiers le plus courant était le semis dirigé. Les amandes douces étaient semées au milieu des champs de céréales. Aujourd’hui, les paysans préfèrent encourager les semis spontanés issus de graines ainsi que les jeunes drageons issus des racines blessées involontairement par le labour.
En Italie, les amandes amères produites par les amandiers cultivés, sont utilisées pour fabriquer des liqueurs légèrement amères (comme l’amaretto) ou des macarons (l’amaretti).
L’amandier donnant des amandes douces a été nommé Prunus dulcis (Miller) D.A. Webb. Il a probablement commencé à être cultivé au Chalcolithique (Zohary et al., 2012), en Méditerranée orientale. La variété produisant des amandes amères a été nommée Prunus dulcis (Mill.) D.A. Webb var. 'amara' (D.C.) Buchheim.

## Données botaniques et génétiques
En se basant sur la morphologie et l’habitat, Ladizinsky (1999) proposa de considérer Prunus fenzliana Fritsch., un petit amandier sauvage du Caucase, comme l’ancêtre le plus probable de l’amandier cultivé. Une étude de terrain en Asie centrale (Rivière Tchirtchik et Ferghana), l’amena à reconnaître les formes dites « sauvages » de l’amandier comme des arbres échappés des cultures et naturalisés, semblables en cela aux formes férales des amandiers en zone méditerranéenne. La comparaison de l’amandier avec les Prunus sauvages les plus proches, lui fit retenir P. fenzliana qui est capable de former de grands fourrés de jeunes arbres. Cet arbre est indigène en Arménie, Azerbaïdjan, Turquie du Nord-Est et en Iran, et il peut s’hybrider avec l’amandier. C’est de tous les taxons sauvages celui qui est morphologiquement le plus proche de l’amandier cultivé. En Arménie, il ne rencontra aucun type à amandes douces de P. fenzliana, pays qui à l’époque ne cultivait pas l’amandier. Toutefois des individus particuliers dans ces populations sauvages peuvent être amers. La mutation responsable de la douceur s’exprime de manière dominante chez l’amandier, contrairement aux autres cas de Prunus comme l’abricotier ou le pêcher pour lesquels l’amertume apparaît dominante.
Une étude génétique est venue en 2010 conforter cette hypothèse. Basée sur 26 marqueurs SSR de nombreux cultivars d’amandier et d’espèce sauvages et cultivées de Prunus, l’étude de Zeinalabedini et al. (2010) apporte des arguments solides pour considérer que Prunus fenzliana, une espèce indigène du nord de l’Iran, est l’ancêtre des amandiers cultivés. Le partitionnement de données regroupe dans le cluster A les cultivars d’amandier et l’accession de P. fenzliana, et dans le cluster B les autres accessions de Prunus. L’étude par la même occasion, facilite l’analyse des flux de gènes entre espèces. L’introgression de gènes exotiques dans les amandiers cultivés a été suggérée dans les années 1990 et récemment il a été établi que la source de l’auto-compatibilité du cultivar italien ‘Tuono’ vient  de la population sauvage de Prunus webbii de l’Italie du Sud.

### Sources archéologiques
Pendant longtemps, les amandes ont probablement étaient cueillies avant que la domestication de l’amandier n’ait eu lieu. Il est difficile de distinguer maintenant les restes archéologiques de coquilles sauvage et de celles d'origine domestique.
Des restes d’amandes carbonisées ont été trouvées à Ohalo II (Israël) datant de 19 000 ans BP, dans les grottes d’Öküzini (Turquie) et dans les grottes Franchthi (Grèce) datant du Mésolithique et Néolithique (Zohary et al., 2012). Il semble qu’à ces époques il s’agissait d’amandes sauvages.
À l’époque du Néolithique précéramique A (entre 9 000 et 8 500 ans av. J.-C.) , on a des restes d’amandes à Netiv Hagdud, vallée du Jourdain (Israël)  et Jerf al Ahmar (Syrie). À l’époque suivante du Néolithique précéramique B (de 8 500 à 7 000 ans av. J.-C.) c’est à Çayönü (Turquie). Au Néolithique tardif, de nombreux restes d’amandes ont été découverts à Chypre, en Turquie, en Iran et Grèce.
Parmi les restes de fruits de l’âge du bronze, à Bab edh-Dhra (Jordanie), les amandes qui apparaissent avec des raisins et des olives, proviennent probablement d’arbres domestiqués. Ceux trouvées dans la tombe de Toutankhamon en Égypte datent de (1 325 ans av. J.-C.).
En conclusion, les amandiers qui peuvent se propager par graines font partie des premiers arbres fruitiers à avoir été domestiqués. Pour Zohary et al. (2012), leur domestication a probablement eu lieu dans la partie orientale du bassin méditerranéen, au Chalcolithique c’est-à-dire entre 6 300 et 5 300 ans av. J.-C., à peu près au même moment que l’olivier, la vigne et le palmier.

### Sources textuelles du bassin méditerranéen
Les amandes sont mentionnées dans les premiers textes culinaires sumériens, ainsi que dans la Bible indiquant la présence des amandiers en Mésopotamie et en pays de Canaan aux alentours 1 700 ans av. J.-C.,,.
Le naturaliste grec Théophraste (-371, -288), est le premier « savant » à avoir étudié les plantes en elles-mêmes. Dans son ouvrage Histoire des plantes, on trouve 25 occurrences du mot « amandier » (αμυγδαλἠ, amugdalê) dispersées dans le texte, à propos de la description de sa racine, de l’apparition des feuilles, de la structure de ses graines, de ses fleurs, etc. Il donne aussi plusieurs recommandations pour les techniques culturales comme l’indication que les amandiers doivent être plantés plus espacés que les pommiers (Livre II, 5).
Un autre Grec originaire du sud-est de l’Anatolie, Dioscoride a écrit au Ier siècle, le premier traité de matière médicale européen, connu sous le nom latin de De Materia Medica. L’amande broyée sert à faire divers cataplasmes. Prise avec de l’amidon de blé et de la menthe, elle est bonne pour le crachement de sang. L’œuvre de Dioscoride est restée une référence majeure en matière de remèdes jusqu’à l’époque moderne. On retrouvera au cours des siècles suivants, la reprise d'un certain nombre de ses assertions préscientifiques sur les amugdalê (αμυγδαλἠ). Comme par exemple : « Elles préviennent l’ivresse si on prend environ cinq amandes avant de boire ; elles tuent même les renards s’ils les mangent avec quelque chose d’autre [l’appât]…Les amandes douces et comestibles sont moins efficaces que les amères ; mais elles sont aussi... diurétiques. Elles apaisent les brûlures d’estomac si on les mange fraîches avec leur peau »  (MM, I, 123).
L’encyclopédiste romain, Pline (Ier siècle), note l’emploi d’amandes amères pour faire de l’huile (Histoire Naturelle, XV, 26). Comparée à la noix et à la noisette, l’amande est plus ferme et plus âcre (HN, XV, 89). En ce qui concerne  l’amandier, il pense qu’« Il est douteux que cet arbre ait existé en Italie du temps de Caton, car celui-ci mentionne bien des « noix grecques », mais certains les rangent dans la catégorie des noix proprement dites » (HN, XV, 90). Nux graeca (étymologiquement « noix grecque ») fut le premier nom donné à l’amande par les Romains mais il a pu désigner antérieurement une « noix venue de Grèce ». Les Romains l’auraient donc connue vers le IIIe siècle av. J.-C.
Les Romains rapportèrent l’amande en Italie. Les Phéniciens la diffusèrent sur tout le pourtour méditerranéen jusqu'en Ibérie (entre l'an 1200 av. J.-C. jusqu'au IIIe siècle avant notre ère). Les conquérants musulmans le diffusèrent aussi jusqu'à Al-Andalous à partir de leur arrivée dans la péninsule Ibérique en 711. Dans le livre Les Mille et Une Nuits on mentionne déjà l'amande pour fabriquer une diversité importante de gâteaux.
Tous les textes de l'Antiquité, produits dans le pourtour méditerranéen, sont cohérents avec l’hypothèse de la domestication d’un amandier sauvage du Caucase (P. fenzliana) qui s’est diffusée dans l’Iran, l’Anatolie, et le Levant. Le semis dirigé de ses amandes douces a permis sa diffusion en Grèce puis à Rome et de là dans tout l’empire romain.
En France, une charte de 716 du roi des Francs Chilpéric II, mentionne les amandes avec d'autres épices. En 812, Charlemagne ordonne d'introduire les amandiers dans les fermes impériales. Au Moyen Âge, la consommation des amandes dans la cuisine est très importante et au XIVe siècle, elles constituent une part importante du commerce de Venise.
Au milieu du XIXe siècle, l'amandier est implanté aux États-Unis, devenu aujourd'hui le premier producteur mondial d'amandes, en particulier avec la Californie.

### Sources textuelles chinoises
Il convient aussi d’examiner les textes chinois anciens pour confronter ces sources écrites à l’hypothèse suivant laquelle l’Asie centrale et les Tian Shan feraient aussi partie des régions d’origine de l’amandier commun (idée qui persiste par exemple chez Janick, 2007). Cette hypothèse a été avancée par des chercheurs soviétiques (Popov 1929, Pachomova 1961, Zarprjagaeva 1964) qui ont rapporté avoir observé des amandiers communs (P. dulcis) poussant à l’état sauvage en Asie centrale. Ces populations d’amandiers furent par la suite considérées par la plupart des chercheurs en agronomie  comme le stock sauvage d’où a été extrait l’amandier cultivé. Mais les travaux plus récents, ont montré que cette hypothèse n’est plus tenable depuis qu’ont été décrites une abondance d’espèces sauvages du genre Amygdalus L. dans le Levant.
Nous allons voir que les textes chinois ne corroborent pas du tout cette hypothèse d’une origine centrale asiatique des années 1960. Dans l’ouvrage le plus ancien de matière médicale, le Shennong bencao jing, écrit aux alentours du début de notre ère, on trouve un produit bien connu de tous les Chinois, le xingren' 杏仁 (ou xingheren 杏核仁). Il s’agit de l’amande du noyau de l’abricot, remède réputé rentrant dans de nombreuses formules médicinales et toujours utilisé en cuisine pour parfumer les pâtisseries ou les boissons. On a aussi une amande du noyau de pêche  (桃核仁 taoheren) mais rien qui puisse ressembler à l’amande (de l’amandier commun).
Les amandiers apparaissent pour la première fois dans un ouvrage de l’époque de la dynastie Tang (618-907), le Youyang zazu (en) (Variétés de Youyang), 《酉阳杂俎》(compilé par Duan Chengshi au IXe siècle) sous la description suivante « Biantao 扁桃 (morphologiquement « pêche-enseigne ») : vient de Perse (Boqiguo), les Persans l’appelle bodan (婆淡). Arbre de 5 à 6 zhang, tour de 4-5 chi, feuilles grandes comme celles du pêcher. Floraison le troisième mois, fleurs blanches… ».
Si on se reporte directement à l’autorité suprême en matière de botanique et de pharmacologie, Li Shizhen, dans Bencao gangmu (publié en 1596), l’amandier est mentionné sous les entrées badanxing 巴旦杏 et tao 桃. Pour badanxing [abricot-badan], il indique
« Il vient du pays des Hui [Chinois musulmans] et se trouve maintenant partout dans les territoires de l’Ouest. L’arbre est comme l’abricotier, mais les feuilles sont plus petites, le fruit est pointu et petit, la chair est mince. Son noyau est semblable à celui de la prune, la peau est mince, l’amande est douce et agréable. On la mange avec le thé, elle a le goût de la noisette. Les gens de l’Ouest la considèrent comme une spécialité locale ».
Dans le même ouvrage, sous l’entrée tao 桃 « pêcher »,, on trouve une liste de nom de variétés de pêcher, suivie d’un développement sur l’amandier biantao 匾桃 :
« la biantao 匾桃 [pêche-enseigne] provient des Territoires du Sud-Ouest (Nan Fan). Elle a la forme d’une enseigne [plaquette de bois], la chair astringente, un noyau en forme de boîte, une amande très douce. Les étrangers (fanren 番人) l’adorent et l’appellent bodanshu 波淡樹 ‘arbre bodan’. L’arbre est très grand ».
Li Shizhen poursuit par la description d’un autre arbre :
« la bianhetao 偏核桃 [pêche à noyau oblique] vient de Perse (Bosi 波斯), de forme allongée et mince, la tête inclinée, une forme de demi-lune, un noyau ressemblant à la cime d’un pin Coréen, peut être mangé, est de nature chaude ».
Li Shizhen qui n’a pas dû avoir la possibilité d’observer des amandes ou des amandiers, s’en reporte aux sources écrites qui les ont considéré soit du type des abricotiers soit du type des pêchers (sous forme de deux variétés) si bien qu’il  introduit l’amandier trois fois sous des noms différents.
Rappelons que la province du Xinjiang située à l’extrême nord-ouest de la Chine actuelle, est bordée à l’ouest par les montagnes du Tian Shan. Elle est peuplée majoritairement par le peuple turcophone et musulman Ouïghour, en contact par la Route de la soie avec les territoires d’Asie centrale, longtemps sous influence de la Perse. En persan, l’amandier se dit بادام  bādām, mot ayant donné en turc badem et duquel est dérivé par calque phonétique le mot chinois badanmu 巴旦木 (il n’y a pas de syllabe dam en chinois), parfois le calque phonétique est combiné avec une tête nominale chinoise de xing  « abricotier » : badanxing 巴旦杏.
Si les amandes furent longtemps produites et consommées localement par les peuples musulmans (Ouïghours, Hui), il semble bien que la connaissance des amandes ne se répandit pas beaucoup. Quand les amandes américaines arrivèrent sur le marché chinois après l’ouverture des années 1980, elles furent nommées meiguo da xingren 美国大杏仁 « Grosses amandes d’abricot américaines » par assimilation avec les fameuses amandes d’abricot xingren 杏仁. On ne réalisa l’erreur de traduction que trente ans plus tard, en 2009.